# Лафарг, Поль
Поль Лафа́рг (исп. Paul Lafargue; фр. Paul Lafargue, 15 января 1842, Сантьяго-де-Куба, Королевство Испания — 25 ноября 1911, г. Дравей, департамент Сена и Уаза, Франция) — французский экономист и политический деятель, один из крупных марксистских теоретиков. Зять Карла Маркса, муж его дочери Лауры. В 1-м издании ДЭ назывался «ставшим выдающимся пропагандистом марксизма во Франции».

## Молодость и первый французский период
Поль Лафарг родился в городе Сантьяго-де-Куба. Его отец был владельцем кофейных плантаций на Кубе (которая в то время принадлежала испанской короне), а мать — креолкой. Богатство семьи позволило Полю учиться в Сантьяго, а затем во Франции. В 1851 году семья Лафаргов переехала в Бордо. Вскоре Лафарг окончил лицей в Тулузе и поступил в Высшую медицинскую школу в Париже.
В Париже Лафарг начал интеллектуальную и политическую карьеру, придерживаясь философии позитивизма и связываясь с республиканскими группами, которые выступали против Наполеона III. Как анархист и сторонник Прудона, Лафарг присоединился к французской секции Международного товарищества рабочих (Первого Интернационала). Вскоре он встретился с двумя из наиболее выдающихся революционеров: Карлом Марксом и Огюстом Бланки, влияние которых в значительной степени затмило первые анархистские впечатления молодого Лафарга.
В 1865 году за участие в студенческой демонстрации против Второй империи Лафарг был исключен из парижской Высшей медицинской школы и окончил медицинское образование в Лондоне, где познакомился с Марксом и обратился из прудониста в марксиста. Он стал постоянным гостем в доме Марксов, познакомился с его второй дочерью Лаурой, на которой женился в 1868 году. В Лондоне же он стал членом Генерального совета Первого Интернационала, в котором представлял Испанию. Однако ему не удалось установить серьёзные контакты с группами рабочих в самой стране — Испания присоединилась к международному движению только после Революции 1868 года. В то же время, пребывание в Испании итальянского анархиста Джузеппе Фанелли сделали её оплотом анархизма (а не марксизма, распространяемого Лафаргом).
В 1870 году он вернулся в Париж. Оппозиция Лафарга анархизму стала известна, когда после его возвращения во Францию он написал несколько статей, критикуя тенденции бакунистов, которые имели большое влияние в некоторых группах французских рабочих. Это стало началом долгой карьеры Лафарга как политического журналиста.

## Испанский период
После падения Парижской Коммуны в 1871 Поль Лафарг бежал в Испанию. Он обосновался в Мадриде, где связался с местными членами Интернационала.
В Мадриде Лафарг распространял марксистские взгляды, писал статьи в газете «La Emancipación» (где он защищал необходимость создания политической партии рабочего класса, против чего выступали анархисты). В то же время, Лафарг в некоторых своих статьях выдвинул собственные идеи, например, о радикальном сокращении рабочего дня.
В 1872 году после статьи в газете «La Emancipación» против нового, анархистского федерального Совета, Федерация Мадрида исключила из своего состава подписантов этой статьи, которые вскоре создали Новую Федерацию Мадрида, менее влиятельную. Как один из представителей Испании, Лафарг входил в марксистское меньшинство на Конгрессе в Гааге в 1872 году, на котором произошёл раскол Первого Интернационала (официально распущен в 1876 году).

## Второй французский период
Между 1873 и 1882 годами Поль Лафарг жил в Лондоне и избегал работать врачом, поскольку потерял веру в возможности современной ему медицины. Он открыл фотолитографическую мастерскую, но доходы от неё были невелики. Благодаря помощи Энгельса он снова установил из Лондона связи с движением французских рабочих, которое начало возрождаться после репрессий при Адольфе Тьере в течение первых лет Третьей республики.
С 1880 году он снова работал как редактор газеты «L’Egalité». В том же году на страницах этой газеты Лафарг начал издавать свою нашумевшую работу «Право на лень». В 1882 году он начал работать в страховой компании, что позволило ему вернуться в Париж и вновь войти в состав центрального руководства Французской социалистической партии. После раскола партии в 1882, Лафарг вместе с Жюлем Гедом и Габриэлем Девиллем оставались сторонниками Гаврской программы, в то время как поссибилисты (П. Брусс, Б. Малон) начали ратовать за постепенное реформирование капитализма. Лафарг с соратниками вели борьбу также с другими левыми течениями во французском социалистическом движении: анархистами, радикалами-«якобинцами» и бланкистами.
С этого момента и до самой смерти, Лафарг оставался наиболее уважаемым теоретиком Рабочей партии Франции, не только расширяя марксистские доктрины, но добавляя собственные оригинальные идеи. Он также активно участвовал в общественных событиях, таких как забастовки и выборы, и несколько раз сидел в тюрьме.
В 1891 году, несмотря на нахождение под стражей из-за выступлений на первомайской демонстрации в Фурми, он был избран во французский Парламент от города Лилля, став самым первым французским депутатом-социалистом. В результате его успеха Рабочая партия Франции стала переходить к парламентской тактике борьбы и в значительной степени оставила повстанческую политику предыдущего периода.
Однако сам Лафарг продолжал защищать ортодоксальный марксизм от любой реформистской тенденции, как показал его конфликт с Жаном Жоресом. Лафарг отказался принять участие в каком-либо «буржуазном» правительстве.

## Последние годы жизни и самоубийство
В 1908 году французские социалистические партии и группы объединились в одну партию на Конгрессе в Тулузе. На нём Лафарг отчаянно боролся против социал-реформизма, защищаемого Жоресом.
В эти последние годы Лафарг уже почти не участвовал в политической деятельности, живя в предместьях Парижа, ограничивал свой вклад статьями и эссе, а также нечастыми встречами с некоторыми из самых выдающихся социалистических активистов того времени, такими как Карл Каутский, Карл Либкнехт и В. И. Ленин.
Поль Лафарг и его жена Лаура неоднократно заявляли, что как только наступит старость, мешающая им вести борьбу, они покончат жизнь самоубийством. В 1911 году они сдержали своё слово, приняв цианистый калий. Лафарг оставил предсмертное политическое письмо, опубликованное 4 декабря 1911 года в газете «L’Humanité».

## Сочинения
- «Теория стоимости и прибавочной стоимости Маркса и буржуазные экономисты»
- «Ответ на критику К. Маркса»
- «Американские тресты» (СПб., 1904)
- «Мои воспоминания о К. Марксе» (Одесса, 1905)
- «Поклонение золоту» (СПб., 1905)
- «Женский вопрос» (Одесса, 1905)
- «Проданный аппетит» (СПб., 1905)
- «Право на леность» (M., 1905)
- «Благотворительность» (Одесса, 1905)
- «Крестьянская собственность и экономическое развитие» (СПб., 1905)
- «Коммунизм» (Одесса, 1905)
- «Супружеская неверность в прошлом и настоящем» (СПб.: изд. Малых, 1904)
- Лафарг П. «Экономический детерминизм Карла Маркса» 1923
- Язык и революция : Французский язык до и после революции : Очерки происхождения современной буржуазии / Пер. с франц. Т. Фалькович и Е. Шишмаревой. Под ред. и со вступ. статьей В. Гоффеншефера «Лафарг и проблемы языка». — М. ; Л. : Academia, 1930. — 98, [2] с.
- Лафарг П. Сочинения т. 1-3 1925-31
- «Собственность и её происхождение» (М., 1959)